# Павловские Концы
Павловские Концы — деревня в Большедворском сельском поселении Бокситогорского района Ленинградской области.

## Название
Происходит, по преданию — от имени одного из сыновей поселившегося здесь крестьянина.

## История
ПАВЛОВСКИЕ КОНЦЫ (НОВИНКА, БАБЬЯ ТОНЯ) — деревня Михайловского общества, прихода села Дыми. 

Крестьянских дворов — 31. Строений — 86, в том числе жилых — 47.

Число жителей по семейным спискам 1879 г.: 85 м. п., 88 ж. п.; по приходским сведениям 1879 г.: 85 м. п., 88 ж. п.

В конце XIX века — начале XX века деревня административно относилась к Большедворской волости 3-го земского участка 1-го стана Тихвинского уезда Новгородской губернии.

ПАВЛОВСКИЕ КОНЦЫ (НОВИНКА, БАБЬЯ ТОНЯ) — деревня Михайловского общества, дворов — 55, жилых домов — 57, число жителей: 96 м. п., 113 ж. п.
 
Занятия жителей — земледелие, лесные заработки. Река Рядань. Часовня, мельница, смежна со станцией Большой Двор. (1910 год)

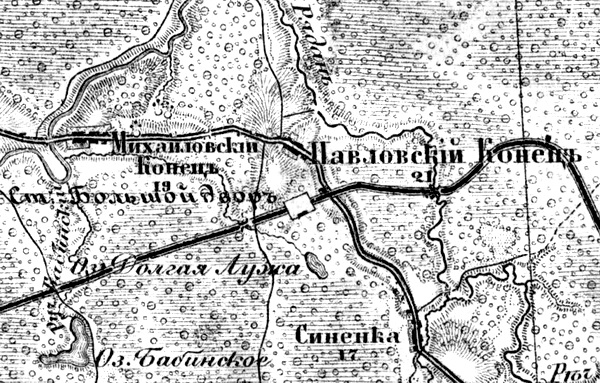
Деревня Павловские Концы на карте 1913 года

Согласно карте Новгородской губернии 1913 года, деревня называлась Павловский Конец насчитывала 21 крестьянскиq двор.
С 1917 по 1918 год деревня входила в состав Большедворской волости Тихвинского уезда Новгородской губернии.
С 1918 года, в составе Череповецкой губернии.
С 1924 года, в составе Пригородной волости.
С 1927 года, в составе Большедворского сельсовета Тихвинского района.
По данным 1933 года деревня Павловские Концы входила в состав Большедворского сельсовета Тихвинского района.
С 1952 года, в составе Бокситогорского района.
С 1963 года, вновь в составе Тихвинского района.
С 1965 года, вновь в составе Бокситогорского района. В 1965 году население деревни составляло 155 человек.
По данным 1966, 1973 и 1990 годов деревня Павловские Концы также входила в состав Большедворского сельсовета Бокситогорского района.
В 1997 году в деревне Павловские Концы Большедворской волости проживали 34 человека, в 2002 году — 47 человек (русские — 98 %).
В 2007 году в деревне Павловские Концы Большедворского СП проживали 22 человека, в 2010 году — 31.

## География
Находится в северо-западной части района на автодороге 41К-036 (Галично — Харчевни).
Расстояние до административного центра поселения — 1 км.
Расстояние до ближайшей железнодорожной станции Большой Двор — 2 км. 
Деревня находится на левом берегу реки Рядань.

## Демография
| 1997 | 2002 | 2007 | 2010 | 2017 |
| ---- | ---- | ---- | ---- | ---- |
| 34   | ↗47  | ↘22  | ↗31  | ↗33  |